# Andrés Mercado
Pour les articles homonymes, voir Mercado.
 (avril 2021).
 (avril 2021).
 (avril 2021).
La mise en forme du texte ne suit pas les recommandations de Wikipédia : il faut le « wikifier ».
Les points d'amélioration suivants sont les cas les plus fréquents. Le détail des points à revoir est peut-être précisé sur la page de discussion.
- Les titres sont pré-formatés par le logiciel. Ils ne sont ni en capitales, ni en gras.
- Le texte ne doit pas être écrit en capitales (les noms de famille non plus), ni en gras, ni en italique, ni en « petit »…
- Le gras n'est utilisé que pour surligner le titre de l'article dans l'introduction, une seule fois.
- L'italique est rarement utilisé : mots en langue étrangère, titres d'œuvres, noms de bateaux, etc.
- Les citations ne sont pas en italique mais en corps de texte normal. Elles sont entourées par des guillemets français : « et ».
- Les listes à puces sont à éviter, des paragraphes rédigés étant largement préférés. Les tableaux sont à réserver à la présentation de données structurées (résultats, etc.).
- Les appels de note de bas de page (petits chiffres en exposant, introduits par l'outil «  Source ») sont à placer entre la fin de phrase et le point final[comme ça].
- Les liens internes (vers d'autres articles de Wikipédia) sont à choisir avec parcimonie. Créez des liens vers des articles approfondissant le sujet. Les termes génériques sans rapport avec le sujet sont à éviter, ainsi que les répétitions de liens vers un même terme.
- Les liens externes sont à placer uniquement dans une section « Liens externes », à la fin de l'article. Ces liens sont à choisir avec parcimonie suivant les règles définies. Si un lien sert de source à l'article, son insertion dans le texte est à faire par les notes de bas de page.
- La présentation des références doit suivre les conventions bibliographiques. Il est recommandé d'utiliser les modèles {{Ouvrage}}, {{Chapitre}}, {{Article}}, {{Lien web}} et/ou {{Bibliographie}}. Le mode d'édition visuel peut mettre en forme automatiquement les références.
- Insérer une infobox (cadre d'informations à droite) n'est pas obligatoire pour parachever la mise en page.

Pour une aide détaillée, merci de consulter Aide:Wikification.
Si vous pensez que ces points ont été résolus, vous pouvez retirer ce bandeau et améliorer la mise en forme d'un autre article.
Andrés Mercado, né à Barranquilla (Colombie) le 13 août 1989, est un acteur et chanteur colombien.

## Biographie

### Débuts
Issue d'une famille artistique de Barranquilla, Andrés Mercado commence dès son plus jeune âge à étudier la peinture, le piano et le chant. Il fera sa premiere rencontre avec les caméras de télévision à l'âge de 5 ans. Il démarre ainsi une carrière de mannequin publicitaire et s'oriente alors vers le metier d'acteur. Après avoir étudié avec les meilleurs professeurs de théâtre du pays, il décide de s'installer une année à New York afin de mieux se former à l'improvisation et la technique corporelle. De retour en Colombie, il poursuit sa carrière à la recherche de nouveaux défis en tant qu'acteur, se rapprochant de la musique en perfectionnant sa technique vocale.
Il a commencé sa carrière artistique à l'âge de 15 ans dans la série télévisée colombienne Padres e hijos sous le nom de Leonardo Pava. En 2005, il joue un petit rôle dans El pasado no perdona, avec Wen Benamor. En 2006, il participe à la version colombienne du feuilleton argentin Floricienta, dans le rôle de Richie.
En 2007 et 2008, il incarne Andrés Larrea dans Pocholo.
En 2010, il a participé au docudrame La rosa de Guadalupe, dans l'épisode l'argent est meilleur que l'amour et l'argent est meilleur. En 2013, le nouveau feuilleton d'amour La magie de l'amour a été diffusé, en jouant Alejandro, avec Kimberly Dos Ramos et Lance Dos Ramos, ses compagnons de la série Grachi, et avec l'actrice vénézuélienne et animatrice Catherine Fulop.

### 2009-2010:Atrévete a soñar
En 2009, il a participé à Atrévete a Suear, une adaptation mexicaine de la série à succès Ideas del Sur Patito Feo, qui personnifie le rôle d'Iker (personnage qui l'a transformé en icône de la jeunesse internationalement connue), aux côtés de l'acteur colombien Lucas Velázquez, Eleazar Gómez, Danna Paola et d'autres. Dans ce feuilleton, il montre non seulement son grand talent de comédien, mais aussi de chanteur.

### 2011-2013:Grachiet KCA Mexico
En 2011, Andres Mercado prend la tête de la nouvelle production latino-américaine Grachi de Nickelodeon avec Daniel Esquivel. Mercado remporte un Nickelodeon Kids Choice Awards au Mexique pour son travail dans la série, étant le premier Colombien à remporter l'un de ces prix.
En février 2012, après avoir enregistré la deuxième saison de Grachi, parcourt l'Amérique Latine avec Grachi: The Live Show, qui a déjà eu des présentations au Mexique et en Argentine. Le 18 juin 2012, Nickelodeon a confirmé qu'il y aurait une troisième et dernière saison de Grachi, qui a été présentée en première le 4 mars et son dernier épisode a été diffusé sur les ondes de la chaîne
Le 31 août 2013, Andres Mercado a été chargé de présenter deux catégories spéciales pour reconnaître et honorer le talent colombien, dont il était le personnage de l'année (colombien) et le meilleur artiste musical (colombien). Compte tenu des excellentes moyennes et des excellents résultats de la Colombie, il a été confirmé que les prix Nickelodeon's Kids Choice Awards arriveraient en Colombie à la mi-août 2014.

### 2013-2014:Quiero Amarte
Quelque temps après la fin de Grachi, Andres obtient un rôle dans Quiero amarte, un nouveau projet de Televisa qui sera présenté en première le 21 octobre 2013, où il est un protagoniste de la jeunesse avec Renata Notni, partageant des génériques avec Karyme Lozano, Cristián de la Fuente, Diana Bracho, entre autres. Grâce à ce rôle, il est prénommé dans les Kids Choice Awards Mexico 2013 comme Acteur Favorite. En 2014 Cklass, une société mexicaine spécialisée dans la vente de vêtements sur catalogue le choisit comme l'un des modèles masculins de la collection printemps-été 2014 dans laquelle il réalise une séance photo pour le catalogue de la marque, car cette collection a également été choisi comme modèle l'actrice et chanteuse Danna Paola.

### 2016:Yo Soy Franky 2.0
Il a commencé à jouer dans la série "Yo soy Franky" (dans Nickelodeon) dans la deuxième saison, il joue l'androïde Treize, créé par Kassandra, qui a également créé Douze. Pour passer inaperçu sans que personne remarque qu'il est un androïde, le nom de Christián, mais puisque Franky n'aime pas, le nom est changé par Andrés. Sa mission sera d'être le petit ami de Franky pour le faire rejoindre le groupe de Kassandra et les androïdes pourront conquérir le monde, mais il finira par tomber amoureux de sa rivale, Tamara Franco, interprétée par Danielle Arciniegas Martínez.

## Filmographie

### Télévision
- 2004 : Padres e hijos : Leonardo Pava
- 2005 : El pasado no perdona :  Juan David
- 2006 : Floricienta : Richie
- 2006 : Tu voz estéreo : Simón
- 2007 : Pocholo : Andrés Larrea
- 2009-2010 : Atrévete a soñar :  Iker
- 2011-2013 : Grachi : Daniel Esquivel
- 2013-2014 : Quiero amarte : Iván Fonseca
- 2016 : Yo soy Franky : Trece/Andrès
- 2017 : Vikki RPM : Mathias Ocampo
- 2019 : Club 57  : Manuel Dìaz